# Pedro Sanjuán
Pedro Eugenio Sanjuán Norte (* 15. November 1886 in San Sebastián; † 18. Oktober 1976 in Washington) war ein spanischer Komponist und Dirigent.
Sanjúan studierte am Real Conservatorio Superior de Música de Madrid bei Bartolomé Pérez Casas und Joaquín Turina und setzte seine Ausbildung an der Schola Cantorum in Paris fort. Er wurde Mitglied des Orquesta Sinfónica de Madrid und später Leiter einer Militärkapelle.
1923 ging er nach Kuba und wurde dort neben César Pérez Sentenat und Antonio Mompó Gründungsmitglied des Orquesta Filarmónica de La Habana, das er bis 1932 leitete. Er profilierte sich hier als Förderer der Avantgarde und Mentor einer Generation junger kubanischer Musiker und brachte Werke zeitgenössischer Komponisten wie Charles Ives, Carl Ruggles, Henry Cowell, George Gershwin, Maurice Ravel, Igor Strawinski und Manuel de Falla zur Aufführung. Unter seiner Leitung traten neben vielen anderen der Geiger Amadeo Roldán, die Pianistin Margot Rojas Mendoza, die Sängerin Eva Gauthier und der Cellist Alberto Roldán auf.
1932 kehrte Sanjuán nach Spanien zurück. Von hier aus reiste er zu Auftritten als Dirigent nach Deutschland, Ungarn, Russland, Österreich, Portugal, England und in die Schweiz. 1934 wurde er gemeinsam mit Salvador Bacarisse, Julián Bautista und Julio Gómez mit dem Premio Nacional de Música ausgezeichnet. Im Folgejahr wurde er Direktor des Internationalen Kongresses für zeitgenössische Musik. Bei
Ausbruch des Spanischen Bürgerkrieges kehrte er nach Kuba zurück. Ab 1941 lebte er in den USA, wo er verschiedene Orchester dirigierte und am
Converse College in Spartanburg unterrichtete.

## Werke
- Afrodita, 1908
- Changó, 1924
- Liturgia negra, 1924–1931
- Castilla, 1927
- Campesina, poema de ambiente, 1918
- Sones de Castilla für Klavier und Kammerorchester, 1928
- Lírica y rítmica, 1936
- Invention to Oggun für Gesang und Klavier mit Orchester, 1941
- Canción yorubá, 1942
- Concierto para piano y orquesta, 1942
- Ritual danse, 1942
- Desert Caravan, 1944
- La Macumba, 1945
- Primera sinfonía, 1945
- Poema antillano, 1945
- Sketch Caribe, 1946
- El Dragón de fuego, Ouvertüre
- Rondó fantástico
- Symphonic Suite
- Tríptico de la montaña y el llano